# Lothar von Richthofen
Lothar-Siegfried von Richthofen (Breslavia, 27 settembre 1894 – Fuhlsbüttel, 4 luglio 1922) è stato un militare tedesco fu un asso dell'aviazione della prima guerra mondiale, accreditato di 40 vittorie.
Era il fratello più giovane del maggiore asso del primo conflitto mondiale, Manfred von Richthofen (il Barone Rosso) e cugino del feldmaresciallo della Luftwaffe Wolfram von Richthofen.

## Biografia
Dopo aver iniziato la guerra come ufficiale di cavalleria, Lothar si trasferì dall'esercito all'aeronautica militare tedesco imperiale, la Luftstreitkräfte, nel 1915 e il suo primo incarico lo ricoprì nella Jagdstaffel 11 (Jasta 11) di Manfred il 6 marzo 1917. Lothar volò durante il periodo della supremazia aerea tedesca chiamata "Aprile di sangue" e all'inizio di maggio raggiunse 16 vittorie. Quando Manfred fu costretto momentaneamente a lasciare lo squadrone, Lothar ne assunse il comando. Manfred considerava suo fratello abbastanza spericolato, descrivendolo migliore come tiratore piuttosto che come cacciatore.
Lothar conseguì altre tre vittorie nella prima settimana di maggio. La sera del 7 maggio nei pressi di Douai, lo Jasta 11 di Lothar si scontrò con l'asso dell'aviazione inglese Albert Ball. Nel corso dello scontro si combatté con visibilità minima, Lothar fu coinvolto in uno scontro uno contro uno con Ball ed entrambi precipitarono dietro le linee tedesche. Ball morì, ma Lothar sopravvisse e fu accreditato della vittoria. Ricerche storiche successive dimostrerebbero  che fu più probabilmente Ball ad abbattere Lothar, precipitando poi accidentalmente. Lothar riprese a volare quasi subito, conseguendo il 14 maggio l'onorificenza Pour le Mérite, ma le ferite subite in combattimento lo costrinsero a cinque mesi di riposo. Si ferì gravemente anche in seguito, nel marzo 1918.
Lothar conseguì la sua ultima vittoria il 12 agosto 1918, volando con un Fokker D.VII, poco prima di venir ancora ferito. Considerando il tempo che trascorse tra il fronte e gli ospedali, fu uno dei più efficaci assi dell'aviazione, forse con un rendimento maggiore anche rispetto al suo più famoso fratello Manfred.
Dopo la guerra, Lothar volò come pilota civile nella compagnia aerea Deutsche Luft-Reederei (DLR). Il 4 luglio 1922 morì in seguito ad un incidente aereo accaduto il giorno prima mentre era ai comandi di un LVG C.VI della DLR. A bordo di quell'aereo erano presenti anche l'attrice Fern Andra e il suo regista George Bluen; entrambi sopravvissuti.